# Harbor
Harbor – jednostka osadnicza w Stanach Zjednoczonych, w stanie Oregon, w hrabstwie Curry, nad Oceanem Spokojnym.